# Nessun pericolo... per te
Nessun pericolo... per te è l'undicesimo album in studio del cantautore italiano Vasco Rossi, pubblicato il 24 gennaio 1996.
L'album fu definito dal critico musicale Mario Luzzatto Fegiz come un disco «davvero controcorrente in tempi di salutismo, proibizionismo, trasgressivi pentiti».
Dopo aver esordito al sesto posto della classifica italiana, l'album è arrivato alla prima posizione nella sua seconda settimana, mantenendola anche nelle due settimane successive.

## Descrizione
Il primo video estratto dall'album è quello di Mi si escludeva, seguito nel marzo 1996 da Gli angeli, diretto da Roman Polański e presentato al Festival di Venezia.
Tra le canzoni incluse nel disco è presente anche Sally, poi pubblicata come singolo dallo stesso Vasco, ed in seguito reinterpretata da Fiorella Mannoia e inserita nel suo album dal vivo Certe piccole voci del 1999. Il brano racconta la storia di una donna, usata come pretesto per descrivere un malessere interiore che improvvisamente cessa di esistere, per la voglia di porre fini ai conflitti dei quali si è protagonisti. Il testo della canzone narra anche della voglia di vivere pienamente ogni istante della propria esistenza
Dal tour del disco è stata ricavata una VHS promozionale, contenente le riprese video di Gli spari sopra, Delusa, Sally e il video de Gli angeli, che viene distribuita nel 1997 a tutti quelli che acquistarono gli occhiali Diesel "modello Vasco Rossi".
Il brano Praticamente perfetto era già stato anticipato quasi un anno prima durante il doppio concerto di Rock sotto l'assedio tenutosi a Milano il 7 e l'8 luglio 1995, con un titolo differente: Anche se.
Nella prima versione del brano la batteria venne registrata da Taylor Hawkins.

## Tracce
1. Un gran bel film – 5:29 (Rossi-Riva/Rossi)
2. Benvenuto – 5:35 (Rossi-Tullio Ferro/Rossi)
3. Gli angeli – 6:19 (Rossi/Ferro)
4. Mi si escludeva – 4:50 (Rossi-Elmi-Ferro)
5. Sally – 4:45 (Rossi/Rossi)
6. Praticamente perfetto – 3:36 (Rossi/Rossi-Ferro)
7. Le cose che non dici – 4:25 (Rossi-Ferro/Rossi)
8. Nessun pericolo... per te – 4:44 (Rossi-Elmi)
9. Io perderò – 4:15 (Rossi/Rossi)
10. Marea – 3:25 (Rossi/Rossi)

## Singoli
- Mi si escludeva (1996)
- Sally (1996)
- Gli angeli (1996)

## Classifiche
| Classifica (1996) | Posizione massima |
| ----------------- | ----------------- |
| Europa            | 23                |
| Italia            | 1                 |
| Svizzera          | 19                |
| Classifica (2003) | Posizione massima |
| Italia            | 17                |

### Classifiche di fine anno
| Classifica (1996) | Posizione |
| ----------------- | --------- |
| Europa            | 85        |
| Italia            | 7         |

## Formazione
- Vasco Rossi - voce
- Vinnie Colaiuta - batteria
- Michael Landau - chitarra
- Gregg Bissonette - batteria
- Andrea Braido - chitarra elettrica
- Matt Bissonette - basso (nel brano Le cose che non dici)
- Celso Valli - tastiera, pianoforte, organo Hammond
- Stef Burns - chitarra elettrica
- Tullio Ferro - tastiera
- Randy Jackson - basso
- Guido Elmi - tastiera, programmazione, chitarra acustica, percussioni
- Paolo Gianolio - chitarra
- Clara Moroni, Nando Bonini, Silvio Pozzoli - cori